# 苻宣
苻宣（?—?），中國五胡十六國時代人物，前秦末代皇帝苻崇的儿子。
394年，苻崇即位为皇帝，封苻宣为太子。苻崇败亡于西秦。苻宣依靠仇池杨盛。396年，杨盛归附东晋，向晋安帝推荐苻宣为平北将军。407年，苻宣被杨盛任命梁州督护、代梁州刺史。413年，晋安帝任命敦煌人索邈为梁州刺史，苻宣离开汉中回到仇池。